# Rio Diamante
Der Rio Diamante ist ein etwa 28 km langer linker Nebenfluss des Rio Piquiri im Norden des brasilianischen Bundesstaats Paraná.

## Geografie

### Lage
Das Einzugsgebiet des Rio Diamante befindet sich auf dem Terceiro Planalto Paranaense (Dritte oder Guarapuava-Hochebene von Paraná).

### Verlauf
Sein Quellgebiet liegt im Munizip Diamante do Sul auf 599 m Meereshöhe im Norden der Kernstadt in der Nähe der Igreja Pentecostal do Arrebatamento.
Der Fluss verläuft in nördlicher Richtung. Er mündet auf 390 m Höhe von links in den Rio Piquiri. Er ist etwa 28 km lang.

### Munizipien im Einzugsgebiet
Der Rio Diamante verläuft vollständig innerhalb des Munizips Diamante do Sul.